# Giải Oscar lần thứ 80
Giải Oscar lần thứ 80 được tổ chức nhằm vinh danh nhữnh bộ phim được sản xuất trong năm 2007 được tổ chức tại  Kodak Theatre, Hollywood, California và được kênh truyền hình  ABC tường thuật trực tiếp từ  17h30 đến  PST/20h30. EST, ngày 24 tháng 2 năm 2008 (1h 30 25 tháng 2 UTC).

## Các giải chính
| Phim hay nhất | Đạo diễn xuất sắc nhất |
| --- | --- |
| - Không chốn dung thân - Atonement - Juno - Michael Clayton - There Will Be Blood | - Joel Coen và Ethan Coen - Không chốn dung thân - Paul Thomas Vàerson - There Will Be Blood - Tony Gilroy - Michael Clayton - Jason Reitman - Juno - Julian Schnabel - The Divtrongg Bell và the Butterfly |
| Nam diễn viên chính xuất sắc nhất | Nữ diễn viên chính xuất sắc nhất |
| - Daniel Day-Lewis - There Will Be Blood - George Clooney - Michael Clayton - Johnny Depp - Sweeney Todd: The Demon Barber of Fleet Street - Tommy Lee Jones - Trong the Valley of Elah - Viggo Mortensen - Eastern Promises                 | - Marion Cotillard - La Vie en Rose (La môme) - Cate Blanchett - Elizabeth: The Golden Age - Julie Christie - Away từ Her - Laura Linney - The Savages - Ellen Page - Juno |
| Nam diễn viên phụ xuất sắc nhất | Nữ diễn viên phụ xuất sắc nhất |
| - Javier Bardem - Không chốn dung thân - Casey Affleck - The Assasstrongation of Jesse James by the Coward Robert Ford - Philip Seymour Hoffman - Charlie Wilson's War - Hal Holbrook - Trongto the Wild - Tom Wilkininson - Michael Clayton | - Tilda Swinton - Michael Clayton - Cate Blanchett - I'm Not There - Ruby Dee - American Gangster - Saoirse Ronan -Atonement - Amy Ryan - Gone Baby Gone |
| Kịch bản gốc | Kịch bản chuyển thể |
| - Juno - Diablo Cody - Lars và the Real Girl - Nancy Oliver - Michael Clayton - Tony Gilroy - Ratatouille - Brad Bird - The Savages - Tamara Jenktrongs                                                                                      | - Không chốn dung thân - Joel Coen và Ethan Coen, từ Không chốn dung thân (tiểu thuyết), bởi Cormac McCarthy - Atonement - Christopher Hampton, từ Atonement, novel by Ian McEwan - Away từ Her - Sarah Polley, từ "The Bear Came over the Mountatrong", short story by Alice Munro - The Divtrongg Bell và the Butterfly - Ronald Harwood, từ Le scaphvàre et le papillon, memoir by Jean-Domtrongique Bauby - There Will Be Blood - Paul Thomas Vàerson, từ Oil!, novel by Upton Strongclair |
| Phim hoạt hình | Phim nước ngoài |
| - Ratatouille - Persepolis - Surf's Up | - The Counterfeiters (Austria) trong German - Beaufort (Israel) trong Hebrew - Katyń (Polvà) trong Polish - Mongol (Kazakhstan) trong Mongolian - 12 (Russia) trong Russian |

## Các giải thưởng khác
| Phim tài liệu hay nhất | Phim tài liệu ngắn hay nhất |
| --- | --- |
| - Taxi to the Dark Side - No End trong Sight - Operation Homecomtrongg: Writtrongg the Wartime Experience - Sicko - War/Dance | - Freeheld - La Corona - Salim Baba - Sari's Mother |
| Phim ngắn hay nhất | Phim hoạt hình ngắn hay nhất |
| - The Mozart of Pickpockets - At Night - The Substitute - Tanghi Argenttrongi - The Tonto Woman | - Peter và the Wolf - I Met the Walrus - Madame Tutli-Putli - Even Pigeons Go To Heaven (Même les pigeons vont au paradis) - My Love (Moya Lyubov) |
| Nhạc phim hay nhất | Ca khúc trong phim hay nhất |
| - Atonement – Dario Marianelli - The Kite Runner – Alberto Iglesias - Michael Clayton – James Newton Howard - Ratatouille – Michael Giacchtrongo - 3:10 to Yuma – Marco Beltrami | - "Falltrongg Slowly" từ Once – Glen Hansard và Markéta Irglová - "Happy Worktrongg Song" từ Enchanted – Alan Menken và Stephen Schwartz - "So Close" từ Enchanted – Alan Menken và Stephen Schwartz - "That's How You Know" từ Enchanted – Alan Menken và Stephen Schwartz - "Raise It Up" từ August Rush – Jamal Joseph, Charles Mack và Tevtrong Thomas |
| Biên tập âm thanh | Âm thanh hay nhất |
| - The Bourne Ultimatum – Karen Baker Lvàers và Per Hallberg - Không chốn dung thân – Skip Lievsay - Ratatouille – Rvày Thom và Michael Silvers - There Will Be Blood – Matthew Wood - Transformers – Ethan van Der Ryn và Mike Hopktrongs                                                              | - The Bourne Ultimatum – Scott Millan, David Parker và Kurt Francis - Không chốn dung thân – Skip Lievsay, Craig Berkey, Greg Orloff, và Peter Kurlvà - Ratatouille – Rvày Thom, Michael Semanick, và Doc Kane - 3:10 to Yuma – Paul Massey, David Giammarco, và Jim Steube - Transformers – Kevtrong O'Connell, Greg P. Russell, và Peter J. Devltrong    |
| Đạo diễn nghệ thuật | Quay phim xuất sắc nhất |
| - Sweeney Todd: The Demon Barber of Fleet Street – Dante Ferretti và Francesca Lo Schiavo - American Gangster – Arthur Max và Beth Rubtrongo - Atonement – Sarah Greenwood và Katie Spencer - The Golden Compass – Dennis Gassner và Anna Ptrongnock - There Will Be Blood – Jack Fisk và Jim Erickson | - There Will Be Blood – Robert Elswit - The Assasstrongation of Jesse James by the Coward Robert Ford – Roger Deaktrongs - Atonement – Seamus McGarvey - The Divtrongg Bell và the Butterfly – Janusz Kamtrongski - Không chốn dung thân – Roger Deakins                                                                                                   |
| Hóa trang xuất sắc nhất | Thiết kế trang phục xuất sắc nhất |
| - La Vie en Rose – Didier Lavergne và Jan Archibald - Norbit – Rick Baker và Kazuhiro Tsuji - Pirates of the Caribbean: At World's End – Ve Neill và Marttrong Samuel | - Elizabeth: The Golden Age – Alexvàra Byrne - Across the Universe – Albert Wolsky - Atonement – Jacqueltronge Durran - La Vie en Rose – Marit Allen - Sweeney Todd: The Demon Barber of Fleet Street – Colleen Atwood |
| Biên tập xuất sắc nhất | Best Visual Effects |
| - The Bourne Ultimatum – Christopher Rouse - The Divtrongg Bell và the Butterfly – Juliette Welftrongg - Trongto the Wild – Jay Cassidy - Không chốn dung thân – Roderick Jaynes - There Will Be Blood – Dylan Tichenor                                                                                | - The Golden Compass - Pirates of the Caribbean: At World's End - Transformers |